# The single collection (Catapult)
The single collection is een verzamelalbum van de singles van Catapult aangevuld met B-kanten en enig lp-werk. Het album verscheen bij Pseudonym Records, dat grotendeels nederpop op compact discs uitbracht, voor zover die nog niet te verkrijgen was. Van Catapult was in 1996 niets te koop op cd en ook de vinylvoorraad was op.
Accident en Midsummer switch zijn langere nummers, die de richting van de symfonische rock opgingen. White Christmas is wel opgenomen, maar voor 1996 niet uitgegeven.

## Musici
- Cees Bergman – zang
- Erwin van Prehn – gitaar
- Aart Mol - basgitaar
- Michael Eschauzier – toetsinstrumenten op 1 en 2
- Elmer Veerhoff – toetsinstrumenten andere nummers
- Geertjan Hessing – slagwerk

## Muziek
| Nr. | Titel                                                             | Duur |
| --- | ----------------------------------------------------------------- | ---- |
| 1.  | Hit the big time (Mol, Eggermont)                                 | 3:25 |
| 2.  | Let it be true (Mol, Bergmans)                                    | 2:33 |
| 3.  | Let your hair hang down (Mol, Prehn, Hessing, Bergman, Eggermont) | 2:36 |
| 4.  | Performers player (Mol, Prehn, Hessing, Bergman)                  | 2:34 |
| 5.  | Teeny bopper band (Catapult, Eggermont)                           | 2:49 |
| 6.  | Nightrake (Catapult, Eggermont)                                   | 3:33 |
| 7.  | Seven eleven (Catapult, Eggermont)                                | 3:32 |
| 8.  | Springtime Ballyhoo (Catapult, Eggermont)                         | 3:42 |
| 9.  | The stealer (Catapult, Eggermont)                                 | 2:49 |
| 10. | Back on the road again (Catapult, Eggermont)                      | 3:35 |
| 11. | Remember september (Catapult, Eggermont)                          | 2:52 |
| 12. | See you back in ‘86 (Catapult, Eggermont)                         | 3:08 |
| 13. | Here we go (Catapult, Eggermont)                                  | 3:01 |
| 14. | Run for my wive (Catapult, Eggermont)                             | 2:56 |
| 15. | Accident (Catapult, Eggermont)                                    | 7:08 |
| 16. | Midsummer switch (Catapult, Eggermont)                            | 7:05 |
| 17. | White Christmas (Irving Berlin)                                   | 2:23 |